# Encyclia obtusa
Encyclia obtusa är en orkidéart som först beskrevs av A.Dc., och fick sitt nu gällande namn av Rudolf Schlechter. Encyclia obtusa ingår i släktet Encyclia och familjen orkidéer. Inga underarter finns listade i Catalogue of Life.